# Mats Valk
Mats Valk (Amstelveen, 4 mei 1996) is een Nederlandse Rubiks kubus-speedcuber. Hij heeft het wereldrecord op de Rubiks kubus tweemaal verbroken. In 2013 zette hij een tijd neer van 5,55 seconden en in 2016 van 4,74 seconden. Valk is de Europees kampioen van 2018, die hij behaalde in Madrid. Hij werd ook tweede op het wereldkampioenschap van zowel 2013 in Las Vegas als die van 2015 in São Paulo. Met een gemiddelde tijd van 6,46 seconden staat hij anno 2018 6de op de wereldranglijst voor 3x3 gemiddeld en 7de voor 3x3 enkele tijd. Hij is hiermee ook Europees recordhouder en sinds 2011 de hoogst geplaatste Nederlander.

## Carrière
Mats Valk is het bekendst van het tweemaal verbreken van het Rubiks kubus-wereldrecord en de tweede plaats op de wereldkampioenschappen van zowel 2013 als 2015. Hij verbrak eerst het wereldrecord met een tijd van 5,55 seconden op het Zonhoven Open 2013 in België op 3 maart 2013. Dit record stond voor meer dan twee jaar. Later verbrak hij het wereldrecord nog eens, dit keer met een tijd van 4,74 seconden bij het Jawa Timur Open 2016 in Indonesië op 6 november 2016. Dit record verloor hij vervolgens op 11 december 2016 aan Feliks Zemdegs, die het met 0,01 seconden verbeterde.
Valk heeft ook het 4x4-wereldrecord drie keer verbroken. Met het verbreken van het 4x4-wereldrecord met een tijd van 26,77 seconden was hij de eerste om een officiële tijd onder de 30 seconden te halen. Valk heeft in totaal 6 wereldrecords, 17 Europese records en 127 Nederlandse records verbroken. Hij verbrak Europese records in verschillende door de World Cube Association georganiseerde wedstrijden als de 3x3-kubus, 4x4-kubus, 5x5-kubus, de 2x2-kubus en de 3x3-kubus met één hand.
Valk is ook de bedenker van VLS (Valk Last Slot), een set algoritmen die de oriëntatie van de laatste laag (OLL) oplost tijdens het oplossen van het laatste hoek-randblokjepaar van de eerste twee lagen (F2L). Valk gebruikte een van deze algoritmen als laatste stap van zijn wereldrecord in 2016.
Valk is geboren en getogen in Amstelveen. Hij is bezig met de master studie Business Analytics aan de Vrije Universiteit Amsterdam. In 2016 studeerde hij voor een half jaar aan de Nanyang Technological University in Singapore.

## The Valk
Valk richtte samen met het Chinese bedrijf QiYi zijn eigen merk The Valk op, dat kubussen creëert volgens Valks eigen voorkeuren. Het design van alle kubussen moet eerst door Mats worden goedgekeurd, voordat deze massa geproduceerd en verkocht kunnen worden. Dit om te zorgen dat alle kubussen die onder zijn lijn uitkomen van goede kwaliteit zijn. De eerste kubus uitgebracht onder dit merk was de Valk3 op 15 augustus 2016. Deze kubus wordt wereldwijd gezien als een van de beste kubussen en wordt gebruikt door verschillende speedcubers van wereldklasse, waaronder door Patrick Ponce en Mats Valk tijdens hun wereld records in 2016. Dit komt omdat de kubus snel draait, stabiel is en niet volledig uitgelijnd hoeft te zijn om de volgende slag te maken. De afmeting van de kubus (elke zijde 5,55 cm) is een referentie aan zijn eerste Rubiks kubus-wereldrecord. Bij zijn in 2016 neergezette wereldrecord gebruikte hij een speciale, gemagnetiseerde versie van deze kubus gemaakt door TheCubicle.us, genaamd de Valk3M. In december 2017 werd een nieuwe kubus gepubliceerd, de Valk3 Power en Valk3 Power M, kort voor Valk3 Power Magnetic. Door een aantal grote verandering, vooral aan de binnenkant, wordt de Valk3 Power (M) niet gezien als een update, maar meer als een nieuwe kubus. Dit geeft kubussers ook meer mogelijkheden om een kubus te kiezen. Ook de Valk3 power (M) wordt wereldwijd gezien als een van de beste kubussen beschikbaar.

## Records
| Recordtype       | Evenement                              | Recordtijd     | Competitie               | Plaats                    | Datum             |
| ---------------- | -------------------------------------- | -------------- | ------------------------ | ------------------------- | ----------------- |
| Wereldrecords    | 3x3x3 Cube single                      | 4,74 seconden  | Jawa timur open 2016     | Blitar, Indonesië         | 6 november 2016   |
| Wereldrecords    | 3x3x3 Cube single                      | 5,55 seconden  | Zonhoven open 2013       | Zonhoven, België          | 3 maart 2013      |
| Wereldrecords    | Meeste Rubik's Cubes opgelost in 1 uur | 374 kubussen   | DYC 2015                 | Parijs, Frankrijk         | 21 oktober 2015   |
| Wereldrecords    | 4x4x4 Cube single                      | 26,77 seconden | German open 2012         | Gütersloh, Duitsland      | 14 april 2012     |
| Wereldrecords    | 4x4x4 Cube single                      | 30,02 seconden | Dutch nationals 2011     | Zaandam, Nederland        | 17 december 2011  |
| Wereldrecords    | 4x4x4 Cube gemiddeld                   | 33,57 seconden | German open 2012         | Gütersloh, Duitsland      | 14 april 2012     |
| Europese records | 3x3x3 Cube single                      | 5,13 seconden  | Euro 2016                | Praag, Tsjechië           | 16 juli 2016      |
| Europese records | 3x3x3 Cube single                      | 6,41 seconden  | Dutch open 2011          | Eindhoven, Nederland      | 30 oktober 2011   |
| Europese records | 3x3x3 Cube single                      | 6,84 seconden  | Dutch open 2011          | Eindhoven, Nederland      | 30 oktober 2011   |
| Europese records | 3x3x3 Cube gemiddeld                   | 6,46 seconden  | Semey Open 2018          | Semey, Kazachstan         | 9 juni 2018       |
| Europese records | 3x3x3 Cube gemiddeld                   | 7,24 seconden  | DYC 2015                 | Parijs, Frankrijk         | 18 oktober 2015   |
| Europese records | 3x3x3 Cube gemiddeld                   | 7,34 seconden  | China championship 2015  | Guangzhou, China          | 4 oktober 2015    |
| Europese records | 3x3x3 Cube gemiddeld                   | 7,45 seconden  | Johannesburg 2014        | Johannesburg, Zuid-Afrika | 23 november 2014  |
| Europese records | 3x3x3 Cube gemiddeld                   | 7,66 seconden  | Dutch open 2012          | Voorburg, Nederland       | 4 november 2012   |
| Europese records | 3x3x3 Cube gemiddeld                   | 7,77 seconden  | Eindhoven open 2012      | Eindhoven, Nederland      | 16 september 2012 |
| Europese records | 3x3x3 Cube gemiddeld                   | 9,09 seconden  | German open 2011         | Gütersloh, Duitsland      | 10 april 2011     |
| Europese records | 3x3x3 Cube gemiddeld                   | 9,20 seconden  | Nemo Amsterdam open 2011 | Amsterdam, Nederland      | 2 april 2011      |
| Europese records | 4x4x4 Cube gemiddeld                   | 35,10 seconden | Zonhoven open 2012       | Zonhoven, België          | 26 februari 2012  |
| Europese records | 5x5x5 Cube single                      | 49,49 seconden | Kaohsiung open 2016      | Kaohsiung, Taiwan         | 25 September 2016 |
| Europese records | 5x5x5 Cube gemiddeld                   | 54,71 seconden | German open 2017         | Gütersloh, Duitsland      | 29 april 2017     |
| Europese records | 5x5x5 Cube gemiddeld                   | 56,72 seconden | Kaohsiung open 2016      | Kaohsiung, Taiwan         | 25 september 2016 |
| Europese records | 3x3x3 Cube Eén hand gemiddeld          | 17,00 seconden | Aachen open 2011         | Aken, Duitsland           | 16 januari 2011   |
| Europese records | 2x2x2 gemiddeld                        | 2,43 seconden  | Aachen open 2011         | Aken, Duitsland           | 16 januari 2011   |